# Air Côte d'Ivoire
Air Côte d'Ivoire is de nationale luchtvaartmaatschappij van Ivoorkust en de opvolger van Air Ivoire. De maatschappij heeft haar hub op de luchthaven van Abidjan en vliegt binnen Afrika.

## Geschiedenis
Air Côte d'Ivoire werd op 15 mei 2012 opgericht op initiatief van president Alassane Ouattara en werd deels eigendom van Air France en een fonds voor economische ontwikkeling. Het werd daarmee de opvolger van Air Ivoire en de nieuwe nationale luchtvaartmaatschappij van Ivoorkust. De eerste vlucht volgde op 12 november 2012 van Abidjan naar Dakar.
In 2022 plaatste de maatschappij een bestelling voor twee Airbus A330-900s om vluchten aan te kunnen bieden naar onder andere Beiroet, Londen, Parijs en Washington D.C.. Daarvoor moest de maatschappij nog wel $170 miljoen bij elkaar krijgen.

## Vloot

### Huidige vloot
De vloot van Air Côte d'Ivoire bestaat uit de volgende toestellen (januari 2025):
| Type                          | In dienst | Orders | Opmerkingen           |
| ----------------------------- | --------- | ------ | --------------------- |
| Airbus A319-100               | 4         | 1      |                       |
| Airbus A320-200               | 2         | —      |                       |
| Airbus A320neo                | 1         | —      |                       |
| Airbus A330-900               | —         | 2      | Leveringen vanaf 2025 |
| De Havilland Canada DHC-8-400 | 4         | —      |                       |
| Totaal                        | 11        | 3      |                       |

### Voormalige vloot
De vloot van Air Côte d'Ivoire bestond ook uit de volgende toestellen:
| Type        | Aantal | In dienst | Uitgefaseerd | Opmerkingen       |
| ----------- | ------ | --------- | ------------ | ----------------- |
| Embraer 170 | 1      | 2013      | 2015         | Geleased van HOP! |

## Bestemmingen
Air Côte d'Ivoire vliegt naar de volgende bestemmingen (januari 2025):
| Land              | Stad         | Luchthaven                                  | Opmerkingen |
| ----------------- | ------------ | ------------------------------------------- | ----------- |
| Benin             | Cotonou      | Luchthaven Cadjehoun                        |             |
| Burkina Faso      | Ouagadougou  | Internationale luchthaven Thomas Sankara    |             |
| Congo-Brazzaville | Brazzaville  | Luchthaven Maya-Maya                        |             |
| Congo-Brazzaville | Pointe-Noire | Luchthaven Pointe-Noire                     |             |
| Congo-Kinshasa    | Kinshasa     | Luchthaven N'djili                          |             |
| Gabon             | Libreville   | Luchthaven Libreville Internationaal        |             |
| Ghana             | Accra        | Luchthaven Kotoka Internationaal            |             |
| Guinee            | Conakry      | Internationale luchthaven Ahmed Sekou Touré |             |
| Guinee-Bissau     | Bissau       | Luchthaven Osvaldo Viera Internationaal     |             |
| Ivoorkust         | Abidjan      | Luchthaven Port Bouet                       | hub         |
| Ivoorkust         | Bouaké       | Luchthaven Bouaké                           |             |
| Ivoorkust         | Korhogo      | Luchthaven Korhogo                          |             |
| Ivoorkust         | Man          | Luchthaven Man                              |             |
| Ivoorkust         | Odienné      | Luchthaven Odienné                          |             |
| Ivoorkust         | San-Pédro    | Luchthaven San-Pédro                        |             |
| Kameroen          | Douala       | Luchthaven Douala Internationaal            |             |
| Kameroen          | Yaoundé      | Luchthaven Yaoundé Nsimalen Internationaal  |             |
| Liberia           | Monrovia     | Luchthaven Roberts Internationaal           |             |
| Mali              | Bamako       | Luchthaven Bamako                           |             |
| Marokko           | Casablanca   | Internationale luchthaven Mohammed V        |             |
| Niger             | Niamey       | Luchthaven Diori Hamani                     |             |
| Nigeria           | Abuja        | Nnamdi Azikiwe International Airport        |             |
| Nigeria           | Lagos        | Murtala Muhammed International Airport      |             |
| Senegal           | Dakar        | Internationale luchthaven Blaise Diagne     |             |
| Togo              | Lomé         | Lomé–Tokoin International Airport           |             |
| Zuid-Afrika       | Johannesburg | OR Tambo International Airport              |             |

### Codeshare-overeenkomsten
Air Côte d'Ivoire heeft codeshare-overeenkomsten met de volgende luchtvaartmaatschappijen:
- Ethiopian Airlines[12][13]